# Сучасний мушкетер
Сучасний мушкетер (англ. A Modern Musketeer) — американський пригодницький вестерн режисера Аллана Дуона 1917 року.

## Сюжет
Історія про юнака з Канзасу, який, начитавшись книжок про трьох мушкетерів, відправився на Дикий Захід, бажаючи стати новим д'Артаньяном.

## У ролях
- Дуглас Фербенкс — д'Артаньян
- Марджорі Доу — Елсі Додж
- Кетлін Кіркхем — місіс Додж
- Юджин Ормонде — Форрест Вандетір
- Едіт Чепмен — місіс Такер
- Френк Кампе — Чин-де-дах
- Таллі Маршалл — Джеймс Браун
- Джим Мейсон — бандит
- Зазу Піттс — Канзас Белль
- Чарльз Стівенс — індіанець